# シェーカー (キリスト教)

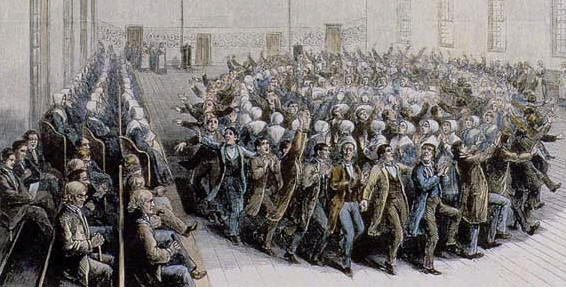
1840年代のシェーカーの踊り

シェーカー（英語: Shakers）は、またの名をキリスト再臨信仰者協会（United Society of Believers in Christ's Second Appearing）というアメリカ合衆国のキリスト教の宗派で、独身主義と共同生活を特徴とする。
独立戦争時代のアメリカではじまり、最盛期の1840年代にはメイン州からケンタッキー州にいたる19の共同体に約6000人が暮らしていたが、その後は衰退した。2019年現在、共同体はメイン州サバスデイレイクにひとつだけ残る。かつての共同体の多くは博物館になっている。

## 教義

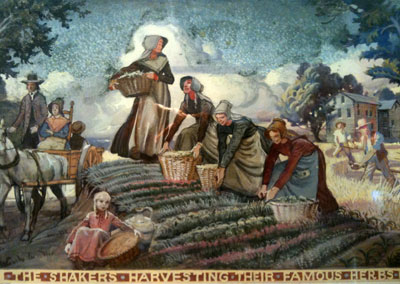
ハーブを収穫する女性たち

シェーカーでは神が男性と女性の両性を持つと考える。
シェーカーはイエスが男性のキリストであり、シェーカーの開祖であるマザー・アンが女性のキリストであると考える。マザー・アンはイエスの花嫁であり、彼女によってキリストの再臨が実現する。マザー・アンによって神のもつ女性の側面が完成される。
アダムが犯した罪は性交であり、神の国においては結婚は存在しない。シェーカーがもっとも大切にする4つの美徳は処女の純潔、共同体主義、罪の告白、分離主義である。マザー・アンの教義は単純で、罪の告白は回心の門であり、完全な不淫は人生の規則であるというものである。シェーカーは非常に貞潔であるため、男と女が握手したり階段ですれ違うことすらしない。シェーカーは不淫を守り、子供は養子縁組や改宗によって共同体に加えられる。孤児や家なき子をシェーカーが養育することも多かった。21歳になった子供はシェーカーから去るか残るかを決めるが、多くは不淫を望まずシェーカーから去った。今日シェーカーから去った人々の子孫は数千人にのぼる。
女性に投票権が認められる150年前からシェーカーは人種と男女の平等を励行していた。シェーカーの教会は位階制を取るが、どの位階にあっても男女平等が守られる。労働においては伝統的な男女の性役割に従い、女性は室内にいて糸紡ぎ、機織り、料理、裁縫、掃除、洗濯、販売品の作成や梱包などの仕事を行った。天気のいい日にはシェーカーの女性は集団で外に出て園芸やハーブの収集を行った。男性は畑作業や商店での販売・交易を行った。
シェーカーの自給自足的生活はしばしばアーミッシュと比較されるが、アーミッシュと異なりシェーカーは近代的な技術文明を拒絶しなかった。
自給自足の生活から生まれた家具や日用雑貨（衣服なども含め）などは装飾を廃し、簡素で機能的な造形を生み「シェーカースタイル」ともいわれている。
特にシェーカー教徒たちが作っていた椅子は、近代デザインに大きな影響を及ぼした。彼らの作った椅子をシェーカーチェアという。シェーカーチェアの特徴は、シンプルで軽くて機能的であること。シェーカーチェアでは、背もたれが横に組まれたラダーバック・チェアが代表的である。
また、18世紀末ごろから作られたロッキングチェアは、シェーカーによって完成されたともいわれる。
シェーカーが作った家具は椅子のほかに、壁面収納家具、チェスト、各種テーブル、ベッドなど多岐に及ぶ。
集会においては行進したり、歌ったり、踊ったり、ときには回転したり叫ぶこともあった。初期のシェーカーの礼拝は混沌として感情的だったが、後にきちんと振り付けられた踊りや秩序のある行進を行うようになった。外部の人々の多くは彼らの仕草が何を象徴しているかや、動きや歌の内容を理解せず、シェーカーの礼拝を批判したり揶揄したりした。

## 歴史
シェーカーは1747年にクエーカーから分離したジェーン・ウォードリー (Jane Wardley) らのウォードリー協会にその起源を持つ:20:105。
後にシェーカー教団の開祖となったアン・リー (Ann Lee) は1742年にイングランドのマンチェスターで生まれ、1758年にウォードリー協会に参加した。1761年に鍛冶屋のエイブラハム・スタンリーと結婚したが、キリストの再臨が近いことを主張し、不淫と罪の告白によってのみ神の国に近づけると説いた。彼女はしばしば投獄された。
1770年、投獄されている間に彼女は神の啓示を受けた。1773年にふたたび獄中でアメリカへ渡るように啓示を得たアンは、翌年夫や家族ら8人でリヴァプールの港を出発してニューヨークに到着したが、夫はその後アンと別れた。残る人々は1776年にオールバニ郡ウォーターヴリートに植民した (Watervliet Shaker Historic District) 。聖霊が人を訪れたときに激しく体を振るわせるため、信者は「シェーキング・クエーカー」と呼ばれた。
1780年にアメリカでリバイバル運動が起きるとシェーカーも注目されるようになり、コネティカットのバプテスト教会の牧師であったジョゼフ・ミーチャムがシェーカーに改宗、彼の教会の会員のほとんどを改宗させた。
1784年にアンが48歳で没し、教祖を失ったシェーカーは危機に陥った。後継者に就任した遠縁のジェームズ・ウィタカー (James Whittaker) も1787年に没すると、新たにジョゼフ・ミーチャムとルーシー・ライト (Lucy Wright) が後継者になった。彼らは教団の組織を改革した。まず1787年にニューヨーク州ニューレバノンに共同体 (Mount Lebanon Shaker Society) を作り、教徒を家庭から引き離して共同体に移住させた。共同体の数は1794年までに11を数えた。また1792年には長老制度を定めた。1796年にミーチャムが没した後はルーシー・ライトが単独で教団を率いた。
1805年には西部への布教を開始し、オハイオ、ケンタッキー、インディアナなどに20年間で9か所の新しい共同体を設立した。
1840年代に最盛期を迎え、メイン州からケンタッキー州にいたる19の共同体に4000人から6000人が暮らしていた。しかしその後は衰退し、1875年にマサチューセッツ州ティリンガムの共同体が閉鎖されたのをはじめに共同体の数は減少していった。
衰退の理由は摩擦や、独身主義により信徒が子を生むことを望まなかったこと、またシェーカーの生産する手工業製品が大量生産品に対して競争力がなかったこと、よりよい生活を求めて人々が都市へ移ったことなどがある。1920年には共同体の数は12に減少していた。
1992年にはニューハンプシャー州カンタベリーのエセル・ハドソンが96歳で没し、メイン州サバスデイレイク (Sabbathday Lake Shaker Village) に数人の信徒が残るのみとなった。

## 影響
ドリス・ハンフリーの振付によるダンス『The Shakers』（1931年）はシェーカー教徒の儀礼を題材にしている。
アーロン・コープランドは管弦楽曲『アパラチアの春』（1944年）の中で19世紀のシェーカーの音楽を引用している。
ジョン・アダムズの『シェーカー・ループス』（1978年、もとは弦楽七重奏曲）は直接にはシェーカーとは関係していないが、アダムズ本人によると子供時代に近くにシェーカー共同体跡があり、ふだんは敬虔な人々が熱狂的に踊る姿を想像したという。
ケン・バーンズはシェーカーに関するドキュメンタリー映画 (The Shakers: Hands to Work, Hearts to God) （1984年）を作成した。